# Phalera sangana
Phalera sangana är en fjärilsart som beskrevs av Moore 1859. Phalera sangana ingår i släktet Phalera och familjen tandspinnare. Inga underarter finns listade i Catalogue of Life.